# Pryłuki
Pryłuki lub Przyłuki, dawniej także Pryłuka (ukr. Прилуки) – miasto na północnej Ukrainie, w obwodzie czernihowskim, w rejonie pryłuckim, nad rzeką Udaj (dorzecze Suly). Miasto partnerskie Ostrołęki i Kościerzyny.

## Gospodarka
W mieście rozwinął się przemysł maszynowy, chemiczny, materiałów budowlanych, drzewny oraz lekki.

## Historia

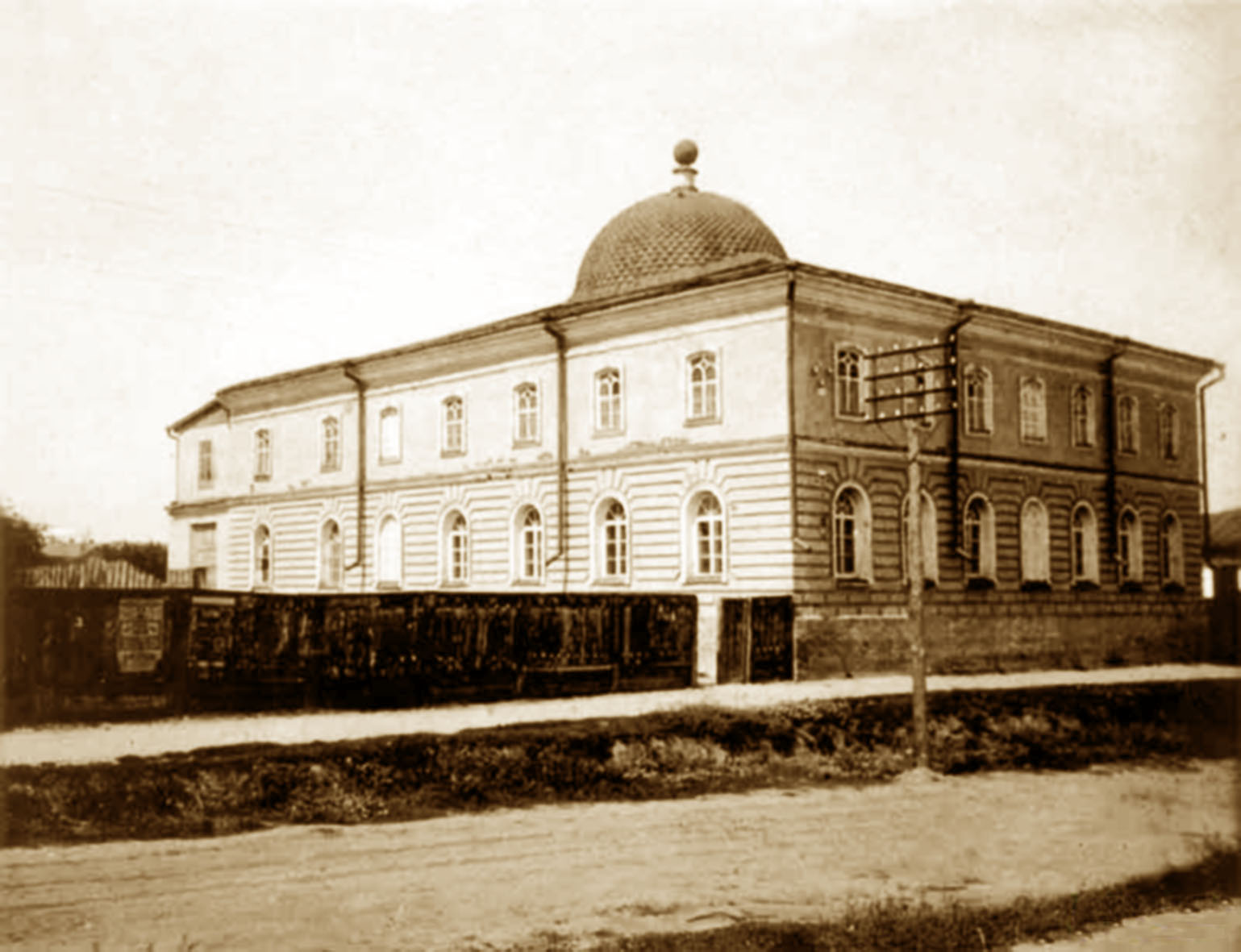
Synagoga w Pryłukach ok. 1900 r.

Od XIV w. Pryłuki leżały w granicach Wielkiego Księstwa Litewskiego, a w 1569 zostały włączone do Korony Królestwa Polskiego. Magdeburskie prawa miejskie otrzymały w 1582 decyzją króla Polski Zygmunta III Wazy. 
W 1582 roku król Zygmunt III Waza nadał majątek pryłucki książętom Wiśniowieckim w ramach specjalnego przywileju. Jednocześnie miasto otrzymało prawo magdeburskie, które Pryłuki, jak zaznaczono w przywileju, otrzymały w takim samym zakresie jak Kraków i Lwów. W 1592 roku książęta Wiśniowieccy rozpoczęli budowę osady. W 1602 roku miasto zostało niespodziewanie zaatakowane i zdobyte przez wojska cara moskiewskiego Borysa Godunowa.
Po powstaniu Chmielnickiego i wojnie z Moskwą, Pryłuki zostały utracone przez Polskę wraz z Ukrainą Lewobrzeżną w 1686 w pokoju Grzymułtowskiego na rzecz Rosji.
W 1881 urodził się tutaj Feliks Bołsunowski – polski dowódca wojskowy, pułkownik pilot i obserwator balonowy Wojska Polskiego II RP.
Od 1922 do 1991 część ZSRR, w latach 1941–1943 pod okupacją niemiecką.
Podczas okupacji hitlerowskiej, 1 stycznia 1941 roku Niemcy utworzyli getto dla żydowskich mieszkańców. Przebywało w nim około 1500 osób. 20 maja 1942 roku Niemcy zlikwidowali getto, a Żydów zamordowali w okolicy miasta. Sprawcą zbrodni było SD- Sonderkommando Plath (dowódca SSHauptsturmführer Karl Julius Plath), niemiecka żandarmeria i lokalna ukraińska policja. 
W 1989 liczyła 71 954 mieszkańców.

## Zabytki
- Skarbnica pułkowa z 1708 r.
- Sobór Przemienienia Pańskiego(inne języki) w stylu barokowym z lat 1710-1720
- Cerkiew św. Mikołaja(inne języki) z lat 1717-1720
- Sobór Narodzenia Bogurodzicy w stylu klasycystycznym z lat 1806-1815
- Dom Tarnowskich z końca XIX w.

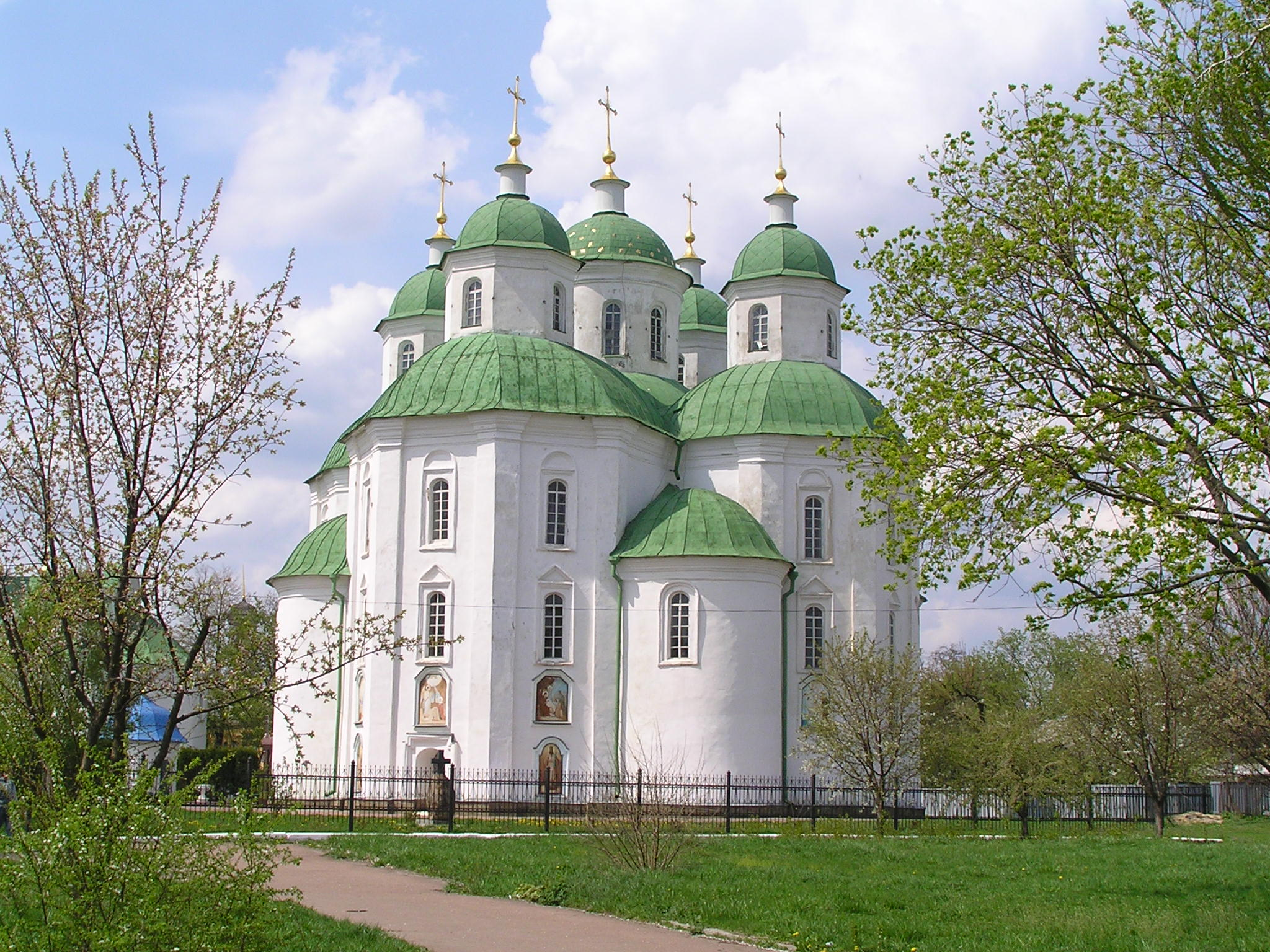
Sobór św. Spasa
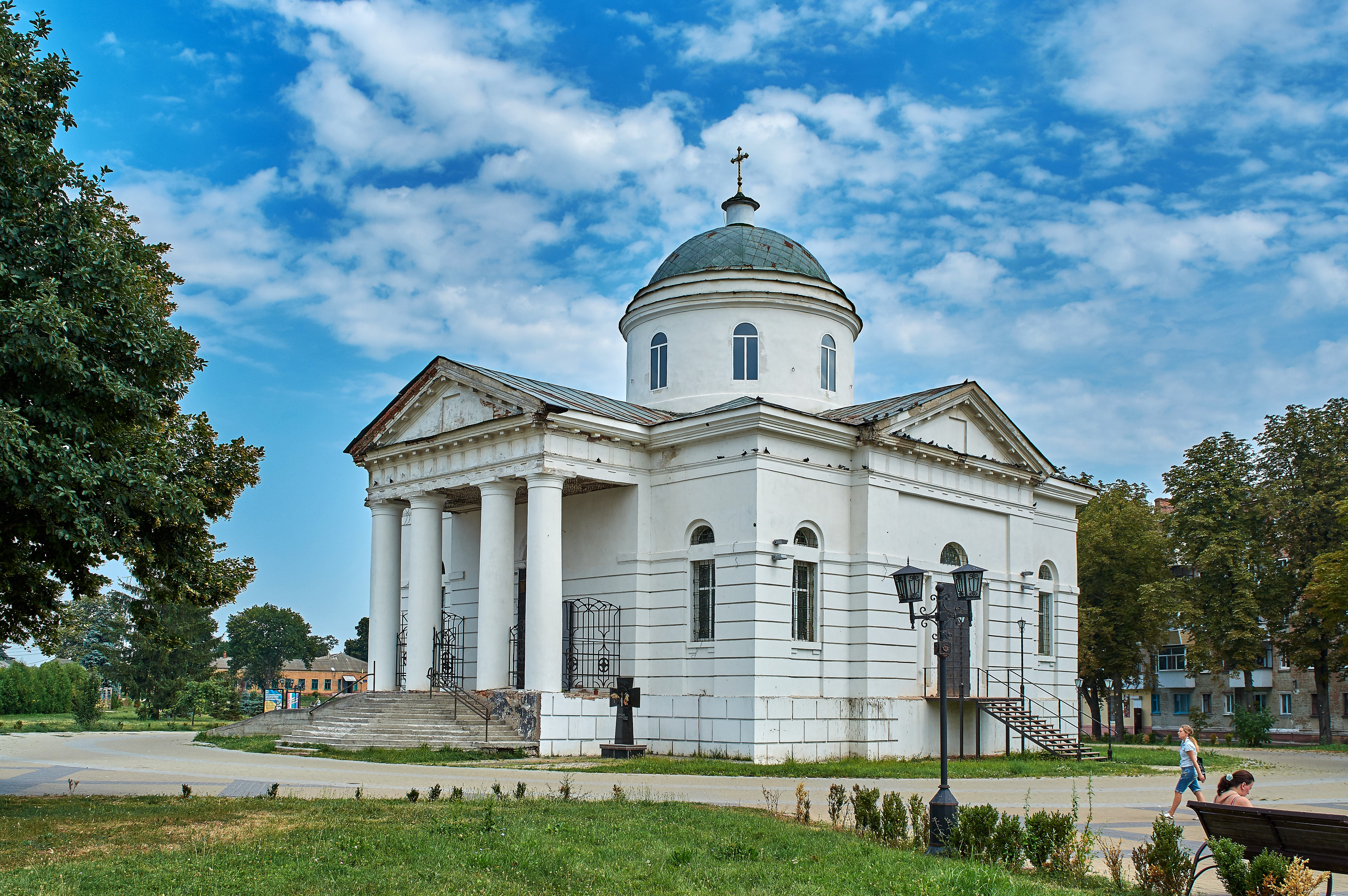
Sobór Narodzenia Bogurodzicy
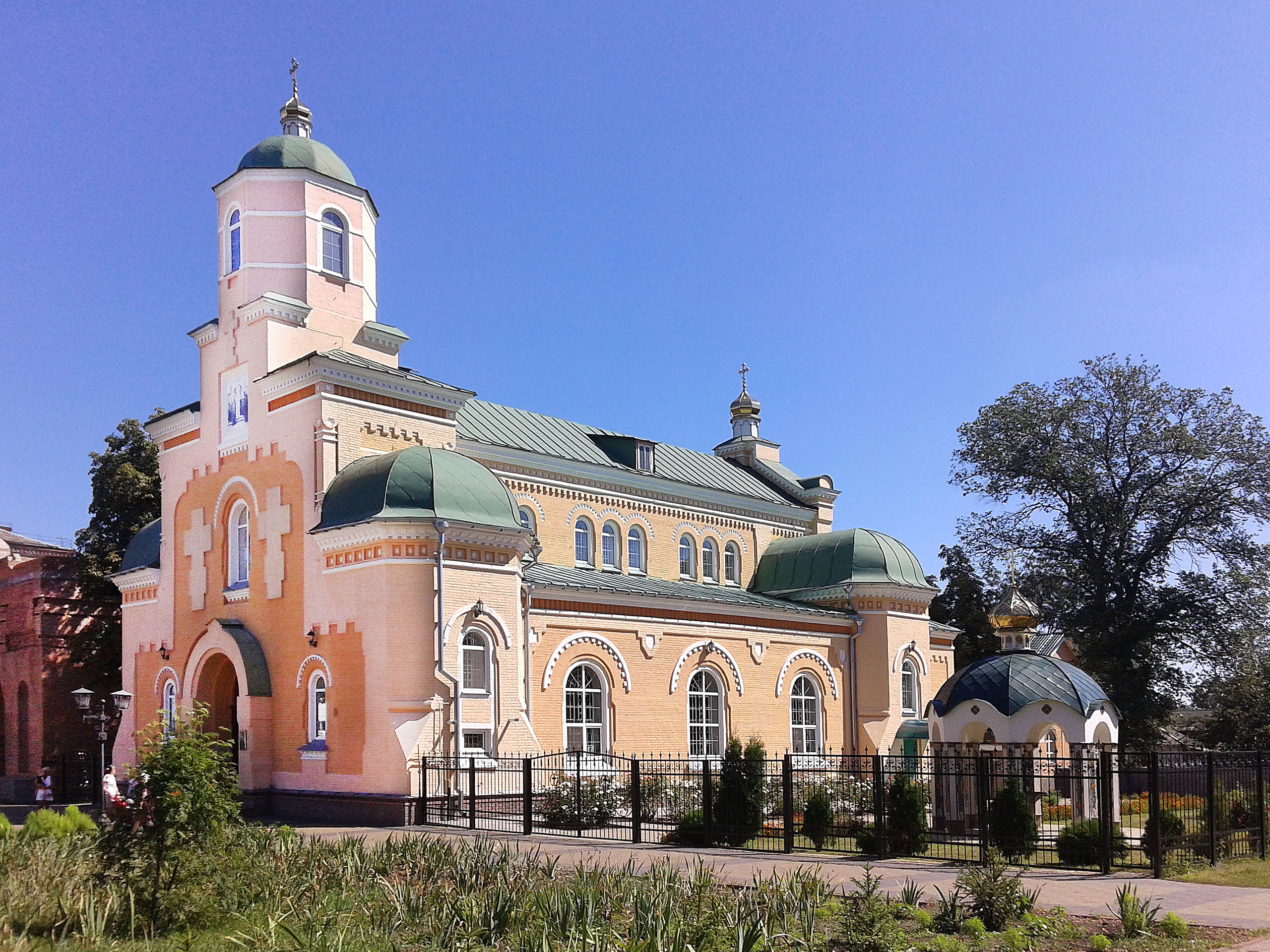
Cerkiew
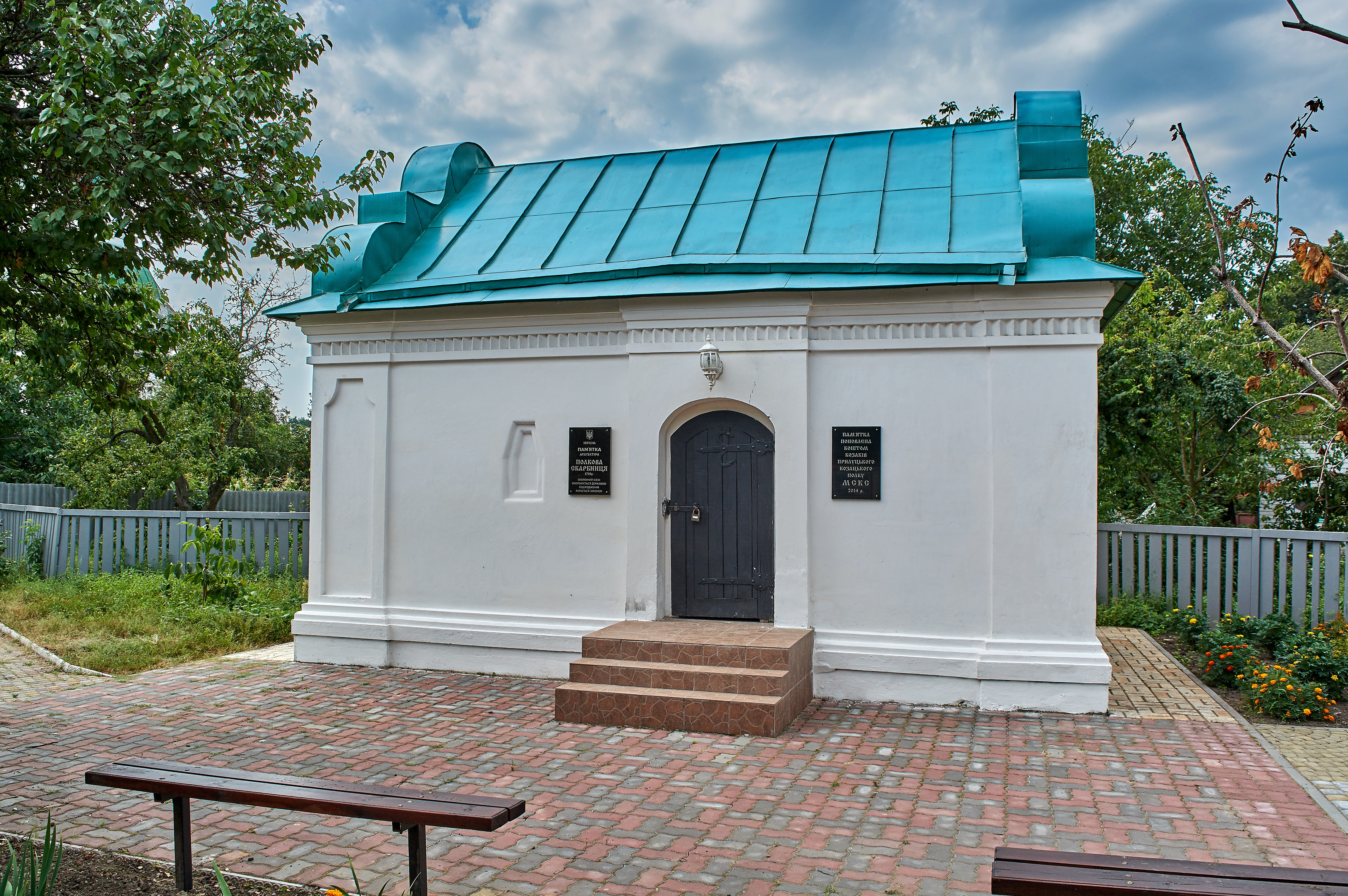
Skarbnica pułkowa
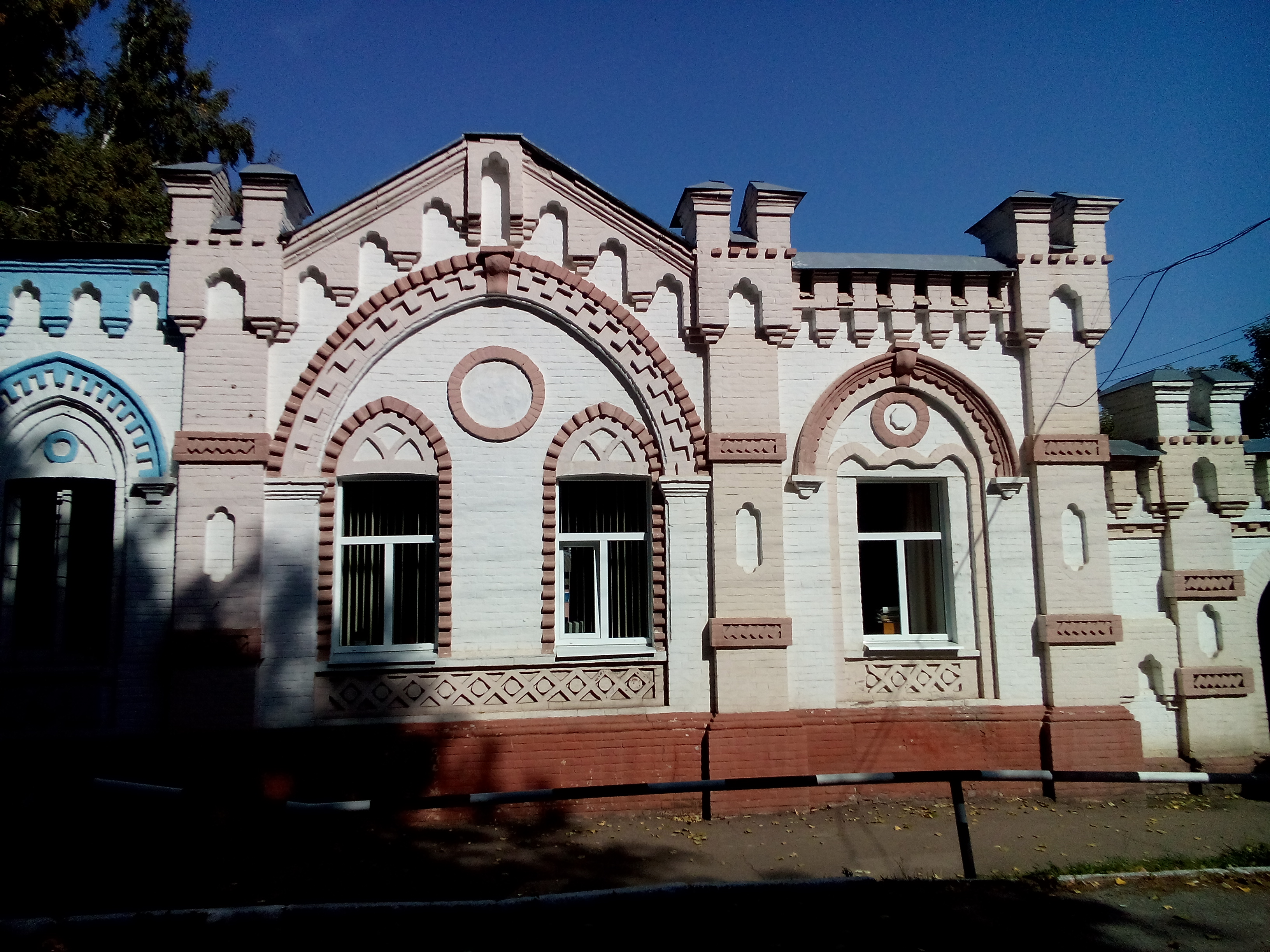
Dom Tarnowskich
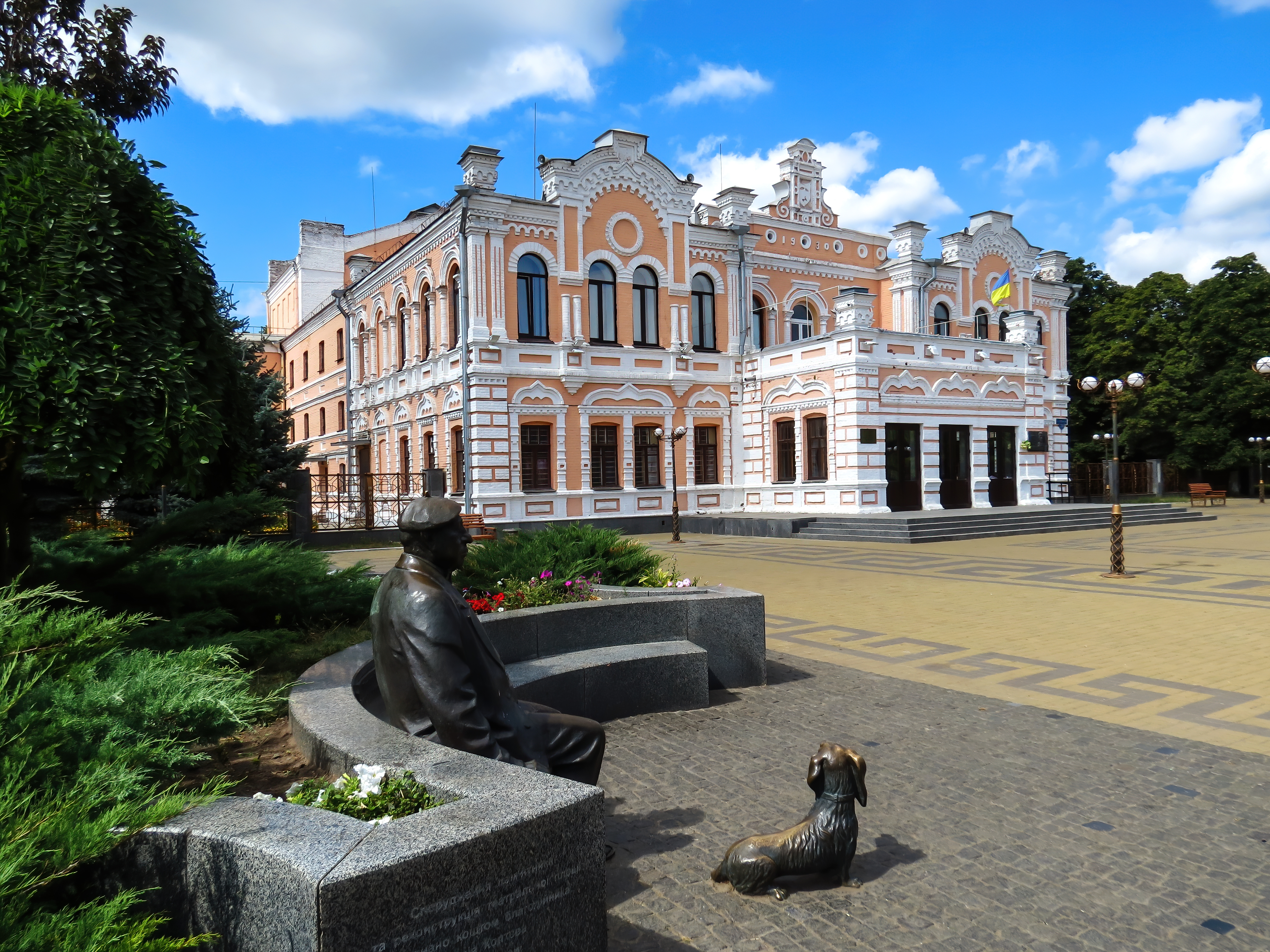
Dom Kultury

## Współpraca
- Kościerzyna, Polska
- Ostrołęka, Polska
- Rzeczyca, Białoruś[5]